# Monotoma hoffmanni
Monotoma hoffmanni is een keversoort uit de familie kerkhofkevers (Monotomidae). De wetenschappelijke naam van de soort werd in 1935 gepubliceerd door Howard Everest Hinton & Ancona.